# 藤田洋平 (俳優)
藤田 洋平（ふじた ようへい、1986年8月19日 - ）は、日本の俳優、スタントマン、スーツアクター。三重県出身。ジャパンアクションエンタープライズ所属。

## 人物
JAE第43期生。スーパー戦隊シリーズでロボット役を志望し、長年巨大ロボを担当していた日下秀昭に師事する。2016年の『動物戦隊ジュウオウジャー』より後発のロボットを担当。日下の勇退により、2019年の『騎士竜戦隊リュウソウジャー』で1号ロボであるキシリュウオーを担当してからは藤田が継続して巨大1号ロボを担当している。
2017年の『宇宙戦隊キュウレンジャー』ではホウオウソルジャー役でレギュラーヒーローを初担当した。
特撮監督の佛田洋は、藤田について若手で積極的にロボットをやりたがる貴重な人物であると述べている。また、藤田が長身なので大柄なロボットのプロポーションでも格好良くなると評している。

## 出演

### 特撮テレビドラマ
- 仮面ライダーシリーズ（テレビ朝日）
  - 仮面ライダーウィザード（2012年 - 2013年）
  - 仮面ライダー鎧武/ガイム（2013年 - 2014年）
  - 仮面ライダードライブ（2014年 - 2015年） - ハートロイミュード[11][1][12]
  - 仮面ライダーゴースト（2015年 - 2016年）
  - 仮面ライダーエグゼイド（2016年 - 2017年）
  - 仮面ライダージオウ（2018年 - 2019年）
  - 仮面ライダーゼロワン（2019年 - 2020年）
  - 仮面ライダーセイバー（2020年 - 2021年）
  - 仮面ライダーリバイス（2021年 - 2022年）
  - 仮面ライダーギーツ（2022年 - 2023年）
  - 仮面ライダーガッチャード（2023年 - 2024年） - ミイラ人形の人間態（第19話）[13]
- スーパー戦隊シリーズ（テレビ朝日）
  - 獣電戦隊キョウリュウジャー（2013年 - 2014年）
  - 烈車戦隊トッキュウジャー（2014年 - 2015年）
  - 手裏剣戦隊ニンニンジャー（2015年 - 2016年）
  - 動物戦隊ジュウオウジャー（2016年 - 2017年） - トウサイジュウオー[5][1][12][14]、ドデカイオー[5][14]、ジニス（下段）[15]
  - 宇宙戦隊キュウレンジャー（2017年 - 2018年） - ホウオウソルジャー[16][1][12]、リュウテイオー[10][12]、ビッグベア総司令[1]
  - 快盗戦隊ルパンレンジャーVS警察戦隊パトレンジャー（2018年 - 2019年） - デストラ・マッジョ[17][1][12][7]、エックスエンペラー[18]
  - 騎士竜戦隊リュウソウジャー（2019年 - 2020年） - リュウソウグリーン（マスターバージョン / 30）[19]、キシリュウオー[20][12][4]、プリシャス[21]、エラス[21]
  - 魔進戦隊キラメイジャー（2020年 - 2021年） - オラディン[22]、キラメイジン[22]、ランドメイジ[23]
  - 機界戦隊ゼンカイジャー（2021年 - 2022年） - ゼンカイオー ジュラガオーン[24][8]、ゼンリョクゼンカイオー（モーションアクター）[25][8]、ブラックジュラガオーン[8]、ダイデンジン[8]、クダイテスト（1・2）[8]、クダック[8]
  - 暴太郎戦隊ドンブラザーズ（2022年 - 2023年） - ドンゼンカイオー（モーションアクター）[26][9]、ドンオニタイジン[27][9]、刑事（ドン11話） 役[28][9]、トラドラオニタイジン（モーションアクター）[29][9]、獣拳鬼ング[9]、大鬼ング[9]、忍者鬼ング[9]、ゴールドンオニタイジン[9]
  - 王様戦隊キングオージャー（2023年 - 2024年） - キングオージャー[30][31][2]、キングオージャーZERO（モーションアクター）[31][2]、ダイゴーグ[31][2]
  - 爆上戦隊ブンブンジャー（2024年 - 2025年） - ブンドリオ・ブンデラス[32][3] / ブンブンジャーロボ[33][3]
  - ナンバーワン戦隊ゴジュウジャー（2025年 - ） - テガソード、テガソードホワイトバーン

### テレビドラマ
- トクサツガガガ（2019年、NHK） - トライガー[12]

### 映画
- スーパーヒーロー大戦シリーズ
  - 平成ライダー対昭和ライダー 仮面ライダー大戦 feat.スーパー戦隊（2014年）
  - スーパーヒーロー大戦GP 仮面ライダー3号（2015年）
  - 仮面ライダー×スーパー戦隊 超スーパーヒーロー大戦（2017年）
- 仮面ライダーシリーズ
  - 仮面ライダー×仮面ライダー ドライブ&鎧武 MOVIE大戦フルスロットル（2014年） - ハートロイミュード[34]
  - 劇場版 仮面ライダーゴースト 100の眼魂とゴースト運命の瞬間（2016年）
  - 劇場版 仮面ライダージオウ Over Quartzer（2019年）[35]
  - 劇場版 仮面ライダーゼロワン REAL×TIME（2020年） - アクションクルー[36]
  - 仮面ライダー ビヨンド・ジェネレーションズ（2021年）
  - 仮面ライダーギーツ×リバイス MOVIEバトルロワイヤル（2022年）
  - 映画 仮面ライダーギーツ 4人のエースと黒狐（2023年）
- スーパー戦隊シリーズ
  - 烈車戦隊トッキュウジャー THE MOVIE ギャラクシーラインSOS（2014年）
  - 烈車戦隊トッキュウジャーVSキョウリュウジャー THE MOVIE（2015年）
  - 劇場版 動物戦隊ジュウオウジャー ドキドキサーカスパニック!（2016年） - ジュウオウサーカス[12]、コンドルワイルド[14]
  - 劇場版 動物戦隊ジュウオウジャーVSニンニンジャー 未来からのメッセージ from スーパー戦隊（2017年）
  - 宇宙戦隊キュウレンジャー THE MOVIE ゲース・インダベーの逆襲（2017年） - ホウオウソルジャー[12]、リュウテイオー[12]
  - 快盗戦隊ルパンレンジャーVS警察戦隊パトレンジャー en film（2018年）
  - 騎士竜戦隊リュウソウジャー THE MOVIE タイムスリップ!恐竜パニック!!（2019年） - キシリュウジン[4]、キシリュウオーファイブナイツ[14]
  - 魔進戦隊キラメイジャー エピソードZERO（2020年） - オラディン[37]
  - 魔進戦隊キラメイジャー THE MOVIE ビー・バップ・ドリーム（2021年） - オラディン[38]
  - 機界戦隊ゼンカイジャー THE MOVIE 赤い戦い! オール戦隊大集会!!（2021年）[39]
  - 映画 王様戦隊キングオージャー アドベンチャー・ヘブン（2023年）
  - 爆上戦隊ブンブンジャー 劇場BOON! プロミス・ザ・サーキット（2024年） - ブンドリオ・ブンデラス[40][3]
  - ナンバーワン戦隊ゴジュウジャー 復活のテガソード（2025年） - テガソード
- セイバー+ゼンカイジャー スーパーヒーロー戦記（2021年）
- スーパー戦闘 純烈ジャー 追い焚き☆御免（2022年） - 純烈王[41]、戦凍員[41]

### オリジナルビデオ
- 仮面ライダーシリーズ
  - 仮面ライダードライブ シークレット・ミッション type TV-KUN ハンター&モンスター! 超怪盗の謎を追え!（2014年）
  - 仮面ライダードライブ シークレット・ミッション type ZERO 第0話 カウントダウン to グローバルフリーズ（2014年）
  - 仮面ライダードライブ シークレット・ミッション type TOKUJO（タイプ・特状）（2015年）
  - ドライブサーガ 仮面ライダーマッハ/仮面ライダーハート（2016年） - 仮面ライダーハート[42]
  - 仮面ライダーセイバー 深罪の三重奏（2022年）
- スーパー戦隊シリーズ
  - 帰ってきた特命戦隊ゴーバスターズVS動物戦隊ゴーバスターズ（2013年）
  - 動物戦隊ジュウオウジャー スーパー動物大戦（2016年）
  - 帰ってきた動物戦隊ジュウオウジャー お命頂戴!地球王者決定戦（2017年） - リリアン[43][44]
  - 機界戦隊ゼンカイジャーVSキラメイジャーVSセンパイジャー（2022年）
  - 王様戦隊キングオージャーVSドンブラザーズ（2024年）
  - 王様戦隊キングオージャーVSキョウリュウジャー（2024年）
  - 爆上戦隊ブンブンジャーVSキングオージャー（2025年） - ブンドリオ・ブンデラス[3] / ブンブンジャーロボ[3]

### ネットムービー
- dビデオスペシャル 仮面ライダー4号（2015年）
- 仮面ライダーアマゾンズ（2016年）
- 警察戦隊パトレンジャー Feat. 快盗戦隊ルパンレンジャー 〜もう一人のパトレン2号〜（2018年、東映特撮ファンクラブ）
- 仮面ライダージオウ スピンオフ PART2『RIDER TIME 仮面ライダー龍騎』（2019年）
- ツーカイザー×ゴーカイジャー 〜ジューンブライドはたぬき味〜（2022年）
- 仮面ライダーアウトサイダーズ（2023年）
- 暴太郎戦隊ドンブラザーズVS暴太郎戦隊ドンブリーズ（2023年）

### ヒーローショー
- 獣電戦隊キョウリュウジャー（2013年 - 2014年） - セーフティー
- 烈車戦隊トッキュウジャー（2014年） - セーフティー
- 爆上戦隊ブンブンジャー（2024年） - ブンドリオ・ブンデラス

### イベント
- JAE "春"プレミアムイベント 〜Jump Up!〜（2016年）

### その他
- フィギュア「S.J.H.U.PROJECT シン・ユニバースロボ」PV（2023年） - シン・ユニバースロボ[45]